# Campanha suíça de Suvorov
A Campanha Suíça de Suvorov ocorreu em território suíço entre setembro e outubro de 1799 durante a Guerra da Segunda Coalizão. As tropas russo-austríacas, que já haviam derrotado repetidamente os franceses na Itália entre abril e agosto, cruzaram São Gotardo sob o comando do marechal de campo Alexander Vasilyevich Suvorov-Rymniksky, com ordens de marchar contra o general André Masséna para expulsá-lo da República Helvética.
Após as importantes vitórias dos meses anteriores durante a campanha na Itália, Suvorov permaneceu no controle da situação na parte norte da Península e uma derrota final dos franceses parecia iminente com o general russo determinado a marchar até mesmo para a França,  mas as divisões e rivalidades das potências unidas favoreceriam em breve o ressurgimento dos exércitos revolucionários: temendo que a influência da Rússia se tornasse demasiado grande, os Aliados, aproveitando também as ambições do czar Paulo I de se apresentar como o libertador da Suíça,  conseguiu que as tropas russas parassem as suas operações em Itália e fossem transferidas para a Confederação, deixando a iniciativa na Península para os austríacos.  Suvorov recebeu então ordem de seguir para o norte com seu exército e marchar através de São Gotardo para se juntar às tropas russas que tinham acabado de ser lideradas através do Limmat pelo general Alexander Mikhailovich Rimsky-Korsakov. 
O marechal Suvorov tomou São Gotardo após batalhas ferozes e depois marchou laboriosamente ao longo do vale do rio Reuss, constantemente combatido pelo general Claude Lecourbe. Quando chegou a Altdorf, foi forçado a desviar para nordeste através das montanhas, enquanto os franceses controlavam firmemente o Lago Lucerna e as passagens a oeste. O general Masséna enviou então as divisões dos generais Honoré Gazan e Édouard Mortier, coordenadas pelo general Nicolas Soult, para bloquear o avanço russo entre Schwyz e Glarus; Suvorov então dirigiu-se para Linth, após algum sucesso, [a] e capturando Glarus, o objetivo principal, seus soldados sob o comando de Bagration chegaram a um impasse em Näfels contra os soldados do general Gabriel Molitor.   A aldeia de Näfels mudou de mãos até seis vezes. 
A situação do marechal Suvorov, isolado nas montanhas, com suprimentos escassos e combatido em todas as frentes pelas tropas francesas, tornou-se cada vez mais difícil; depois de saber da derrota dos generais Korsakov e von Hotze na Segunda Batalha de Zurique e na Batalha do Rio Linth, ele não teve escolha senão tentar recuar para o leste com o propósito de resgatar os remanescentes de seu exército agora fortemente tenso. A retirada dos russos foi muito difícil e custou novas perdas pesadas, enquanto toda a artilharia foi perdida;  finalmente, através do Passo Panix, os russos chegaram ao Reno em Glion (ou Ilanz) em 7 de outubro e depois continuaram para Vorarlberg, onde se juntaram aos sobreviventes do General Korsakov.  Suvorov foi chamado de volta a São Petersburgo, onde novamente caiu em desgraça junto à corte czarista: Paulo I recusou-se a recebê-lo em audiência e, ferido e doente, o velho general morreu depois de algumas semanas na própria capital em 18 de maio, 1800.  Masséna confessaria mais tarde que trocaria todas as suas vitórias pela passagem dos Alpes por Suvorov. 

## Antecedentes políticos e militares
Entre o final de abril e meados de agosto de 1799, o marechal de campo Aleksandr Vasilyevich Suvorov derrotou as tropas revolucionárias francesas no norte da Itália, causou o colapso das repúblicas irmãs na Península e assumiu o controle de facto da Lombardia e do Piemonte. Graças às suas brilhantes vitórias, recebeu do czar o título de "Príncipe da Itália" (Knjaz Italijski - em russo:  Князь Италийский,  daí o apelido Italiskij, "o Itálico")   e agora estava perto de finalmente esmagar a última resistência francesa no Piemonte e então invadir a Riviera da Ligúria; Suvorov também se declarou pronto para marchar até Paris, como havia prometido ao general Jean Mathieu Philibert Sérurier antes de libertá-lo. [b]

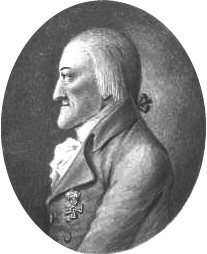
J. A. F. de Paula, Barão de Thugut

As divisões e rivalidades entre as potências coalescidas, Reino da Grã-Bretanha, Sacro Império Romano-Germânico e Império Russo, no entanto, não lhes permitiram aproveitar as vitórias na Itália, favorecendo, em vez disso, logo a recuperação das forças da Primeira República Francesa: os britânicos temiam que a influência russa na Itália se tornasse demasiado grande e que o poder czarista negligenciasse perigosamente os portos do Mediterrâneo [c]; os austríacos viam os sucessos russos e a intromissão do czar como uma ameaça real à sua supremacia no norte da Itália,  na medida em que preferiram perder o apoio militar russo no Piemonte em vez da vantagem política que lhes viria na paz mesa, quando se apresentariam como os únicos ocupantes do Estado de Sabóia, a partir do qual, além disso, poderiam facilmente entrar em França sozinhos com o seu próprio exército.   O governo britânico, preocupado que a França republicana pudesse usar a poderosa frota holandesa para ameaçar diretamente as Ilhas Britânicas, preparou então novos planos de guerra que incluíam a redistribuição do exército russo para a Suíça para facilitar o desembarque de uma coligação anglo-russa na República Batava. 
Embora em teoria Suvorov respondesse diretamente ao czar, o conselho da corte austríaca e o chanceler Thugut ordenaram-lhe que abandonasse a Itália e se deslocasse em direção à Suíça, onde o seu exército se juntaria a um segundo contingente russo sob o comando do general Aleksandr Mikhailovich Rimsky-Korsakov, chegando com 30.000 homens da Galiza.   O exército austríaco do general Michael von Melas deveria guarnecer o Piemonte e tomar Cuneo;   ao mesmo tempo, o arquiduque Carlos se mudaria da Suíça para a Alemanha ao longo do Reno, para que a Áustria também tivesse a chance de expulsar o Eleitor da Baviera, Maximiliano I.  

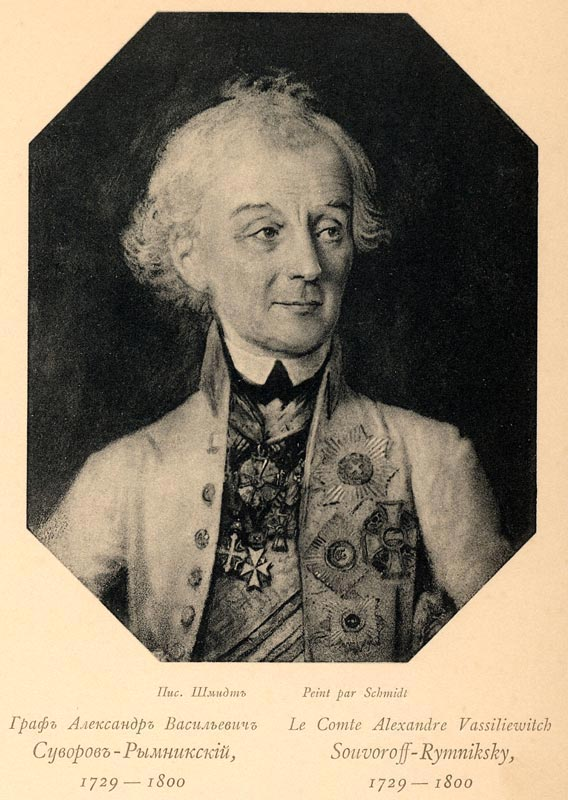
Retrato de Suvorov, 1799

Suvorov teria gostado que o arquiduque Carlos esperasse a sua chegada antes de se mudar, de modo a dar a Korsakov facilidade para se organizar e resistir às esmagadoras forças francesas, mas o arquiduque foi um executor demasiado fiel das ordens do conselho da corte e imediatamente deixou o forte posição em Zurique: os franceses ocuparam-na rapidamente e Korsakov estava condenado à derrota certa.  Os protestos de Suvorov foram inúteis:
A posição em Zurique, que deveria ser defendida por 60.000 austríacos, foi abandonada a 20.000 russos (...)

 – Carta ao Arquiduque Carlos - do Resumo da Campanha de Suvorov na Suíça, do Conde Vénanson
Os últimos resistentes de Suvorov, que chamaram o chanceler Thugut de "louco" pela estratégia imposta, foram varridos em 25 de agosto por uma carta do imperador austríaco, ordenando-lhe peremptoriamente que abandonasse os planos de atacar os franceses em Gênova e cruzasse imediatamente o Alpes para lançar uma ofensiva contra a França a partir da Suíça.   Para além das decisões que Carl von Clausewitz mais tarde chamou de "política tacanha" por parte dos britânicos e austríacos, destinada simplesmente a evitar uma presença russa inconveniente na Itália e no Mediterrâneo e a satisfazer necessidades especiais, a historiografia moderna tem visto claramente a presença militar vantagens nesses planos. 
Após a cessão austríaca da Bélgica à França pelo Tratado de Campoformio em 1797, e o vasto território alemão que os separava, as duas antigas potências rivais tinham apenas os campos de batalha italianos para entrar em contacto direto e confrontar-se militarmente; para garantir o controle estratégico deles, era necessário garantir o domínio das cordilheiras alpinas: a Áustria possuía uma grande parte da cadeia alpina e, do Tirol, podia derrubar numerosos batalhões sem impedimentos nas extensas planícies banhadas pelo Pó; em contraste, a França não teve inicialmente esta vantagem óbvia e cobiçada.  O principal obstáculo era a Suíça, que se estendia desde os Alpes tiroleses até às fronteiras da França, e impedia o acesso dos Alpes em grande parte da cordilheira: era, portanto, de interesse primordial para a República Francesa, se quisesse continuar a guerra com a Áustria, para manter a posse do Planalto Suíço obtida em fevereiro de 1798 com a invasão liderada pelo general Guillaume Marie-Anne Brune. 
Isto proporcionou aos revolucionários duas saídas estratégicas: uma permitiu-lhes contornar a Floresta Negra e varrer facilmente o alto Danúbio, e a outra descer através dos passos alpinos do Valais e chegar diretamente ao norte da Itália;  assim que a guerra rebentou novamente, tornou-se, portanto, de enorme importância táctica e estratégica para os austríacos expulsarem os franceses da Suíça.  Por seu lado, os britânicos consideravam realmente a Suíça o território ideal a partir do qual lançariam uma invasão da França e, finalmente, os austríacos estavam, de qualquer forma, mais preocupados com as tropas francesas concentradas ao longo do Reno do que com as tropas sobreviventes em Itália: ao mudar para uma táctica defensiva mais prudente no norte da Península, os austríacos ainda garantiram o seu domínio e puderam libertar forças para serem mobilizadas na Alemanha. 

## O exército russo nos Alpes

### A marcha para a Suíça

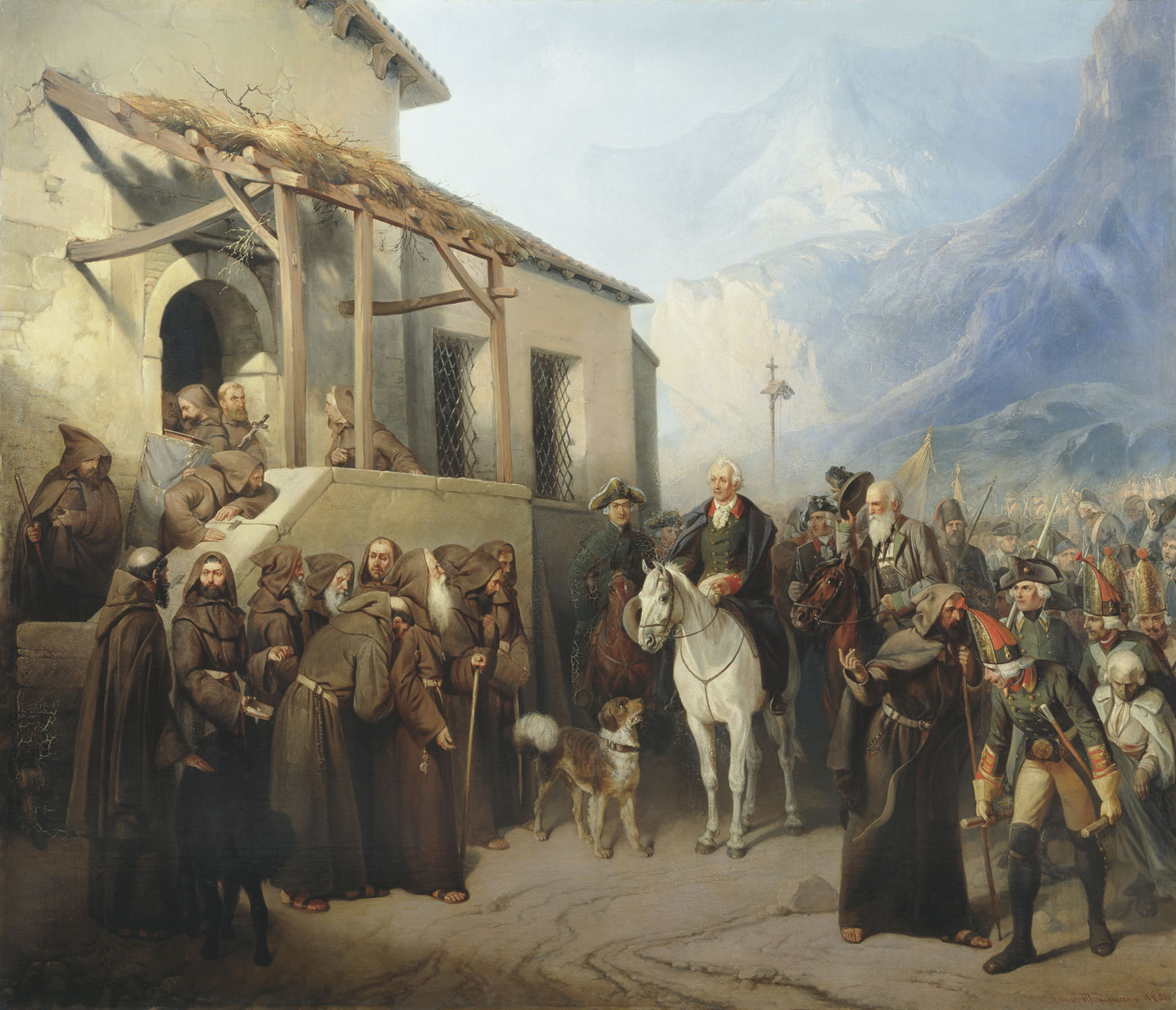
Suvorov em marcha para o Passo de São Gotardo

Em 4 de setembro, Suvorov informou ao czar que estava prestes a mudar-se para a Suíça, não deixando de lamentar o facto de, desde o início da campanha, os austríacos terem sido consistentemente relutantes em apoiá-lo, lentos a responder às suas ordens e totalmente ineficientes no cumprimento das suas ordens. demandas por suprimentos e munições. Ele não deixou de enfatizar como os Aliados atrasaram propositalmente os fornecimentos com a intenção de forçá-lo a deixar a Itália.  Ele escreveu entre outras coisas:
(...) apesar das nossas grandes vitórias e conquistas, sempre se limitaram a escrever-me apenas cartas de decepção e cheias de culpas ou pedidos para avisar antecipadamente todas as ações militares. (...) [No entanto, estou] prestes a embarcar nesta laboriosa marcha para a Suíça.

 – Suvorov ao Czar Paulo - Documentos de Suvorov, 4 de setembro de 1799, IV pp. 299-300.
Suvorov marchou em 11 de setembro, imediatamente após a captura de Tortona, enviando bagagem, equipamento e artilharia pesada via Como e Verona para chegar à Suíça perto de Chur nos Grisões, e do Tirol para Feldkirch,   enquanto ele com cerca de 27.000 homens, incluindo quase 16.000 soldados de infantaria e mais de 3.500 cossacos,  tomaram a rota de Varese para avançar em direção a Bellinzona.  Em 15 de setembro, a vanguarda russa sob o comando de Piotr Ivanovich Bagration entrou em território suíço perto de Ponte Tresa, e depois de alguns dias o exército principal reuniu-se em Taverne, no Ticino; Suvorov, que esperava encontrar ali suprimentos para a marcha da semana seguinte através de uma caravana de 1.500 mulas previamente solicitada aos austríacos, descobriu que os austríacos não haviam enviado nada. 
O espanto inicial foi sucedido pela indignação e depois  raiva: perante o arrependido general Weyrother, um oficial de ligação austríaco, ele acusou explicitamente Melas e a corte vienense de terem tramado uma traição "que o czar saberá como punir". O general sênior escreveu uma carta irada ao imperador Francisco II expressando indignação e lamentando como a ineficiência austríaca anulou a vantagem tática de sua rápida marcha para a Suíça. A essa altura, porém, o estrago estava feito: apenas seiscentas e cinquenta mulas chegaram, o que era absolutamente insuficiente, e Suvorov, por sugestão do príncipe Konstantin, decidiu usar os cavalos dos cossacos para transportar provisões e munições suficientes para o próximos oito dias.  [d] Os Ticineses relatam que os oficiais que tinham cavalos e carruagens disponíveis para uso pessoal tiveram que, de acordo com as ordens do comandante russo, entregar os primeiros como animais de carga e abandonar as carruagens. Os maiores exemplos foram dados pelo príncipe Constantino, que enviou suas três carruagens de volta a Como, e pelo próprio Suvorov, que, embora na casa dos setenta, abandonou sua liteira e decidiu marchar também a pé.  Nos quatro dias de espera antes que pudessem finalmente avançar, as tropas russas foram sumariamente instruídas em táticas de guerra nas montanhas, com as quais não estavam totalmente familiarizadas. 

### O assalto ao Passo de São Gotardo e a chegada ao Lago Lucerna

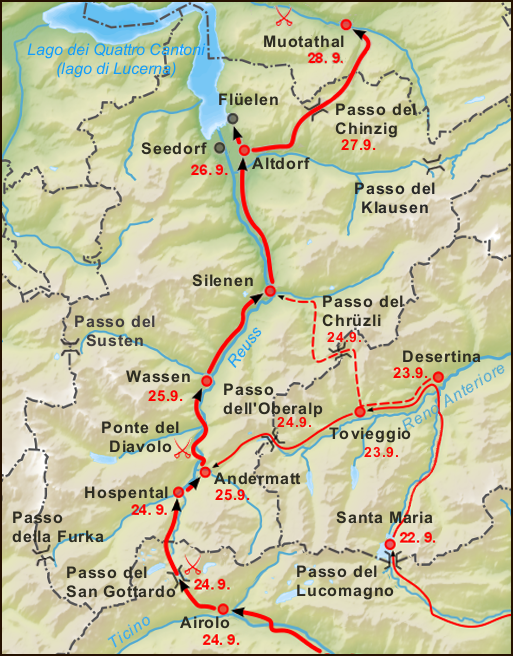
Rota de Suvorov de Airolo a Muotathal

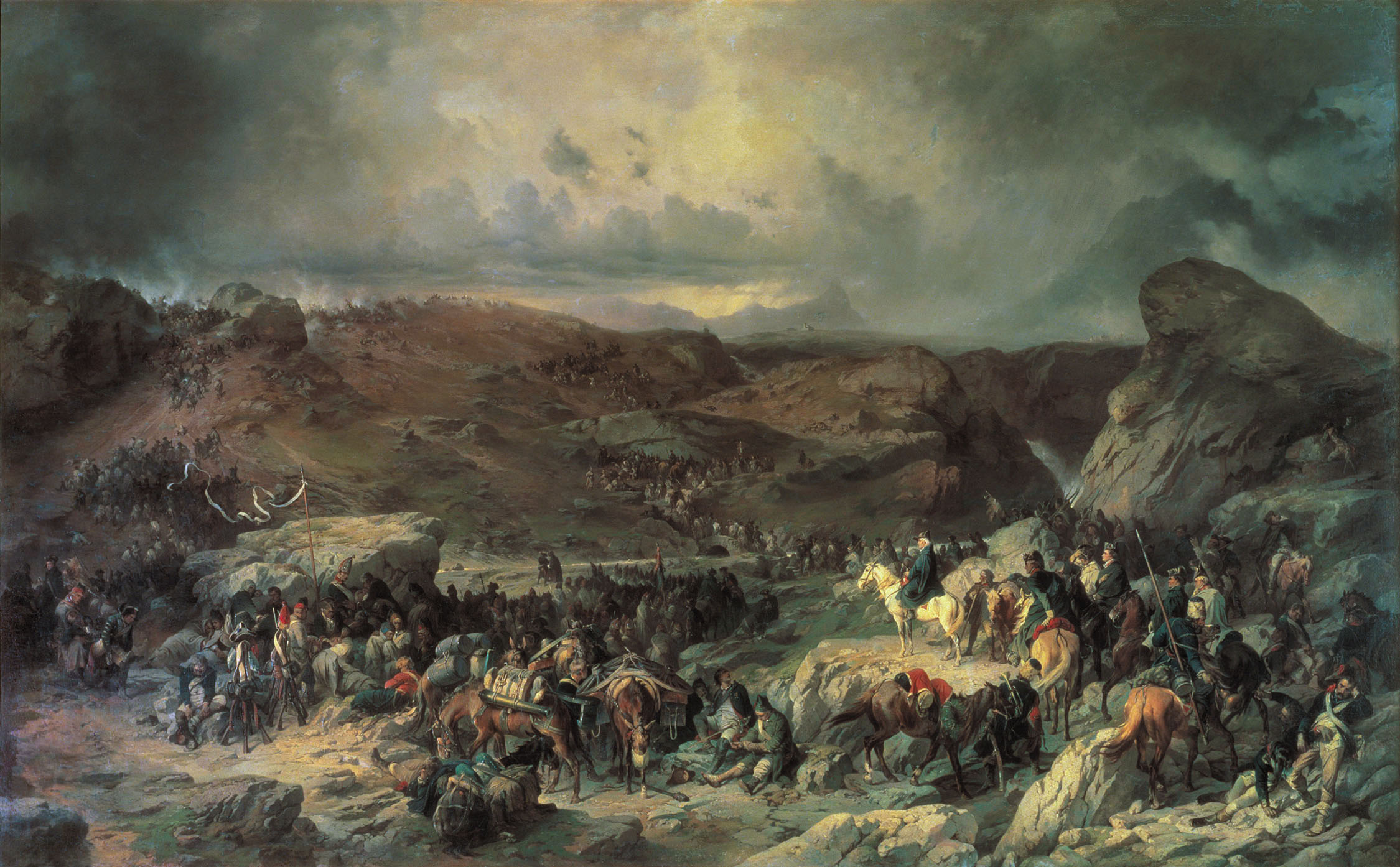
Suvorov cruzando o Passo de São Gotardo, pintura de Alexander Kotzebue

Em 21 de setembro, Suvorov ordenou o avanço. A marcha prosseguiu lentamente, retardada por fortes chuvas, neblina e terreno montanhoso.  No entanto, naquela noite todo o exército já estava acampado entre Sant'Antonino e Bellinzona, em outro dia de marcha passou por Biasca, e na noite do dia 22 chegou a Giornico, onde o Estado-Maior Aliado pernoitou.  O tempo continuou rigoroso e, na noite de 23 de setembro, uma nevasca de chuva e neve assolou o exército, que foi reforçado em Faido por um regimento austríaco sob o comando do coronel Gottfried Strauch. 
Suvorov então decidiu cruzar o Gotthard no dia 25 com a intenção de se reunir com Korsakov em Lucerna em 27 de setembro; mas no dia 24, em Airolo, um batalhão francês pertencente à divisão do general Claude Lecourbe e comandado pelo brigadeiro-general Charles-Étienne Gudin de La Sablonnière deteve a marcha dos russos, que deixaram seiscentos mortos no chão antes que pudessem penetrar no Val Tremola tarde da noite, com Suvorov permanecendo na linha de frente o tempo todo. 
Na manhã do dia 25, o general retomou a sua marcha em direção a Andermatt, enquanto os franceses recuavam para trás do "Buca d'Uri" (um túnel no desfiladeiro de Schöllenen,  no lado norte do Passo de São Gotardo no Urseren vale) demolindo parcialmente a Ponte do Diabo (uma passagem de pedra em Uri, perto de Andermatt).  Aqui outro contingente de Lecourbe desta vez sob as ordens de Louis Henri Loison armou uma emboscada que custou a vida a mais de novecentos russos antes de conseguirem reparar a ponte por meios improvisados e atravessar para o outro lado sob constante artilharia inimiga e fogo de mosquete, finalmente forçando os franceses a recuar.  

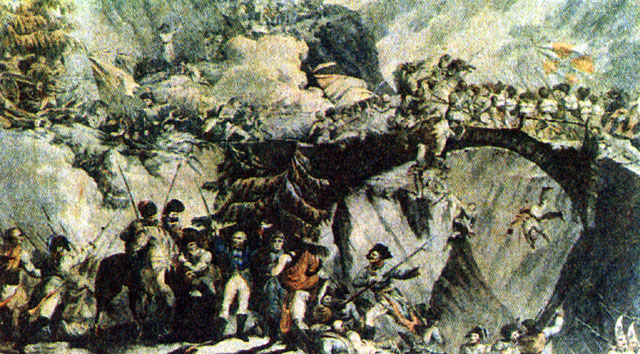
Suvorov atravessando a Ponte do Diabo

Em contraste com os russos, as tropas de Lecourbe eram altamente especializadas na guerra nas montanhas, a ponto de "marcharem mesmo onde os caçadores de camurça desistiam", "acostumadas a dormir na neve e sob as estrelas, mordidas pelo vento, nos trapos eles usavam como uniformes" e se aventuravam "sem guias [alpinos] em caminhos sobre abismos íngremes  ". Eles seriam um espinho constante no lado das tropas aliadas.

Continuando a mover-se para a direita ao longo do vale de Reuss, Suvorov, no entanto, tomou o Passo de São Gotardo, repelindo o general Lecourbe, e na noite de 26 de setembro suas tropas chegaram a Altdorf, perto do extremo sul do Lago Lucerna.  Para o general russo, a maior parte do esforço foi realizada; alegre e otimista, escreveu de próprio punho, num despacho dirigido ao general austríaco Friedrich von Hotze, uma nota rimada em alemão que permaneceu famosa:
O mesmo acontece com sabres e baionetas - Salvou a Suíça da ruína.

 – Suvorov para Hotze
O general não sabia, no entanto, que naquelas mesmas horas o general Masséna, que tinha concentrado cerca de 77.000 homens sob as suas ordens, estava derrotando as forças de Korsakov na Segunda Batalha de Zurique, infligindo-lhe pesadas perdas e forçando-o a bater em retirada. para Winterthur e além para Schaffhausen,  enquanto no Linth as tropas do General Nicolas Soult derrotaram as tropas austríacas do General von Hotze, que foi morto no início do confronto. 

### A travessia de Chinzig

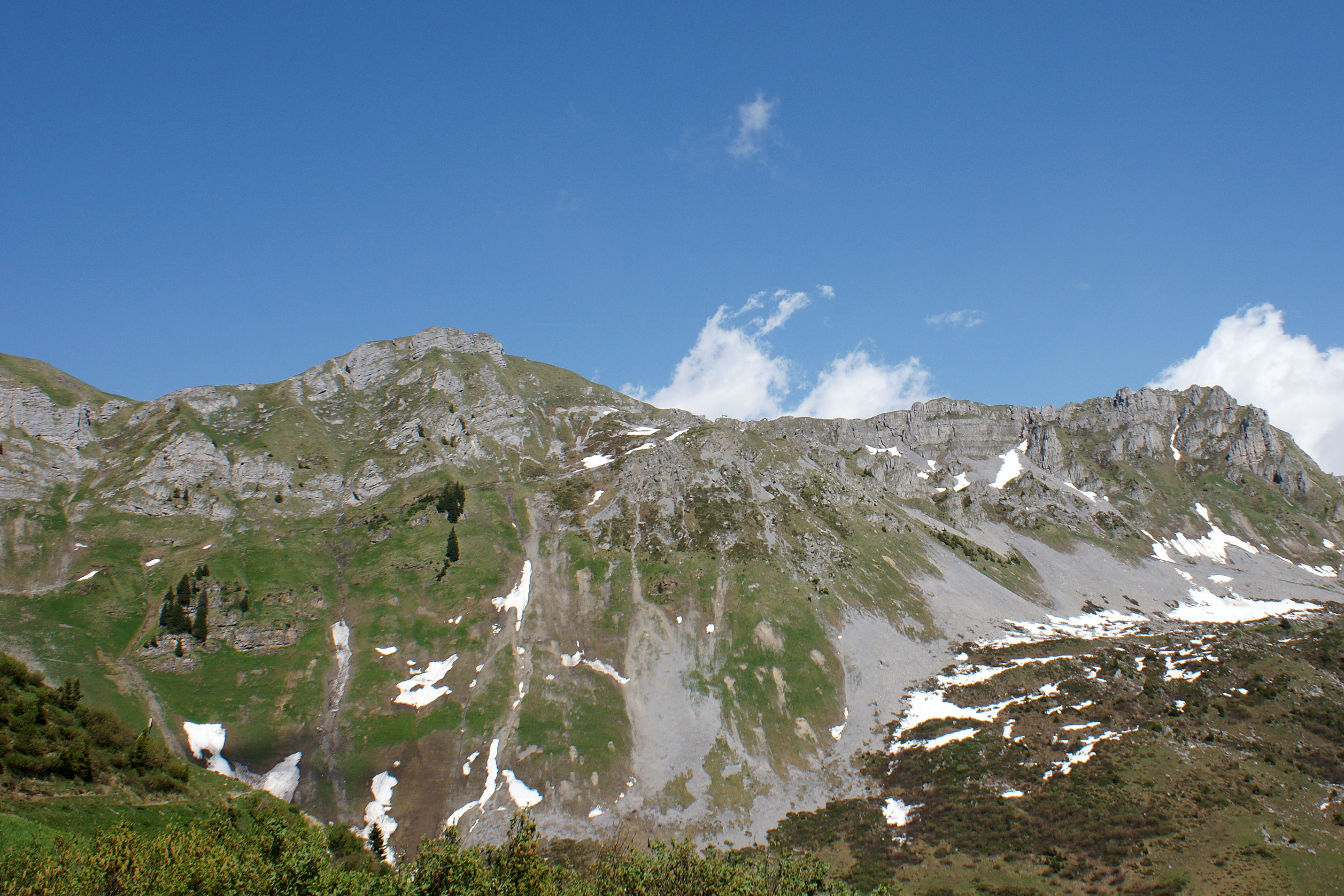
Passo de Kinzig

No Lago Lucerna, os franceses permaneceram firmemente na margem esquerda do Reuss, perto de Seedorf, impedindo os russos de chegar à cidade de mesmo nome através do Passo de Surenen, enquanto o próprio lago, patrulhado por uma pequena flotilha, parecia estar sob total controle francês., impossibilitando a travessia dos russos. 
As tropas de Suvorov estavam perdendo o juízo: marchar sobre as rochas desgastara os calçados inadequados dos soldados, dos quais muitos estavam agora até privados, os uniformes estavam muitas vezes em farrapos, os rifles e baionetas enferrujavam devido à umidade constante, e os homens estavam morrendo de fome. por falta de suprimentos adequados.   Suvorov ainda não tinha conhecimento da derrota de Korsakov, mas, na ausência de notícias, preferiu não parar em Altdorf para deixar descansar o seu exausto exército, que dirigiu, já na madrugada de 27 de setembro, para o passo de Chinzig, contando com contornando os franceses chegando a Schwyz vindo da vila de Muotathal. O plano era subir, partindo de uma altitude de cerca de 500 m, até 2.070 m por um caminho íngreme escavado na rocha e quase invisível sob a primeira nevasca.   

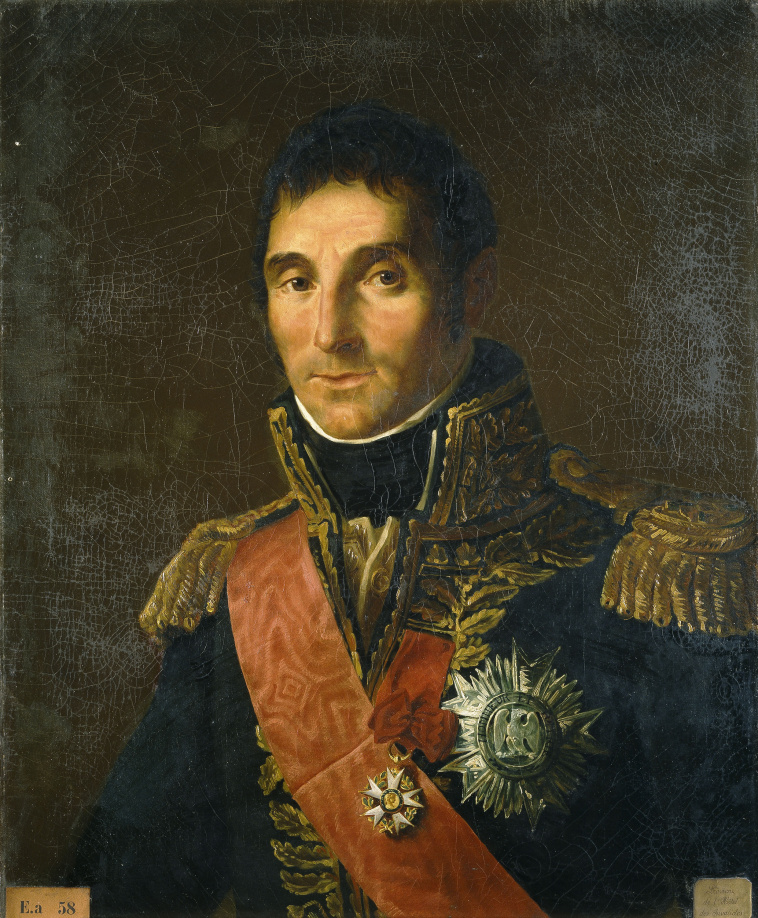
General André Masséna, comandante do exército francês na Suíça

Lecourbe informou imediatamente o General Masséna do desvio dos russos, e este último, que anteriormente tinha planeado atacar Suvorov no vale de Reuss, foi forçado a mudar de estratégia: enviou portanto o General Mortier para ocupar Muotathal com 9.000 homens e o General Gazan para marchar com cerca de 10.000 homens em Weesen e Schänis, para fechar o vale Linth pelo norte,  enquanto ele próprio concentrava o grosso de suas tropas em Schwyz. 

Assim que chegaram a Muotathal, os 18 mil homens de Suvorov, exaustos, sem suprimentos e munições e cercados por montanhas intransponíveis num frio congelante, enfrentaram um exército francês muito superior em número e equipamento.  Em 29 de setembro, ainda incerto sobre o destino de Korsakov e Hotze[e], Suvorov convocou um conselho de guerra com seu estado-maior para decidir o que fazer.  Durante o conselho, o comandante russo mostrou-se extremamente decidido a não se render, culpou os aliados austríacos por todas as dificuldades que foram forçados a sofrer,  e propôs o que lhe parecia ser a única solução possível:
Voltar é desonroso. Eu nunca recuei. Avançar para Schwyz é impossível: Massena comanda mais de 60.000 homens e as nossas tropas não chegam a 20.000. Temos falta de suprimentos, munições e artilharia... Não podemos esperar ajuda de ninguém. Estamos à beira do precipício! Tudo o que nos resta é confiar em Deus Todo-Poderoso e na coragem e espírito de sacrifício das minhas tropas! Somos russos! Deus está conosco!

 – Suvorov ao seu estado-maior, 29 de setembro de 1799
Após os discursos apaixonados de Suvorov para elevar o moral de seus subordinados, o conselho de guerra decidiu abandonar o plano de seguir para Schwyz e, em vez disso, mover-se novamente para o leste, através do Passo Muotathal até o Passo de Pragel e depois através do Passo de Klöntal, para se juntar ao General Linken. em Glarus  e, se possível, mirar em Sargans contornando o Walensee ao sul.  Bagration e Franz Xaver von Auffenberg posicionaram-se na vanguarda; As tropas de Andrey Rosenberg, colocadas na retaguarda, receberam ordens de proteger o exército de ataques que pudessem vir do oeste, de Schwyz através do Muotathal, enquanto a força principal marchava para leste através do Passo de Pragel. 
A partir de registros russos originais encontrados posteriormente pelos franceses em Muotathal, a força numérica precisa do exército russo em 30 de setembro de 1799 é conhecida: 66 oficiais de estado-maior, 493 oficiais de tropa, 1.172 suboficiais, 403 músicos e 16.584 soldados foram contado; destes últimos, 410 foram declarados doentes, 216 mancavam e 21 estavam presos, apenas 85 homens desertaram;  em dez dias o exército russo tinha perdido cerca de 3.000 soldados  e agora tinha rações alimentares para apenas cinco dias, mas estes já escassos fornecimentos teriam de ser racionados para durar pelo menos dez dias. 

### A marcha para Glarus

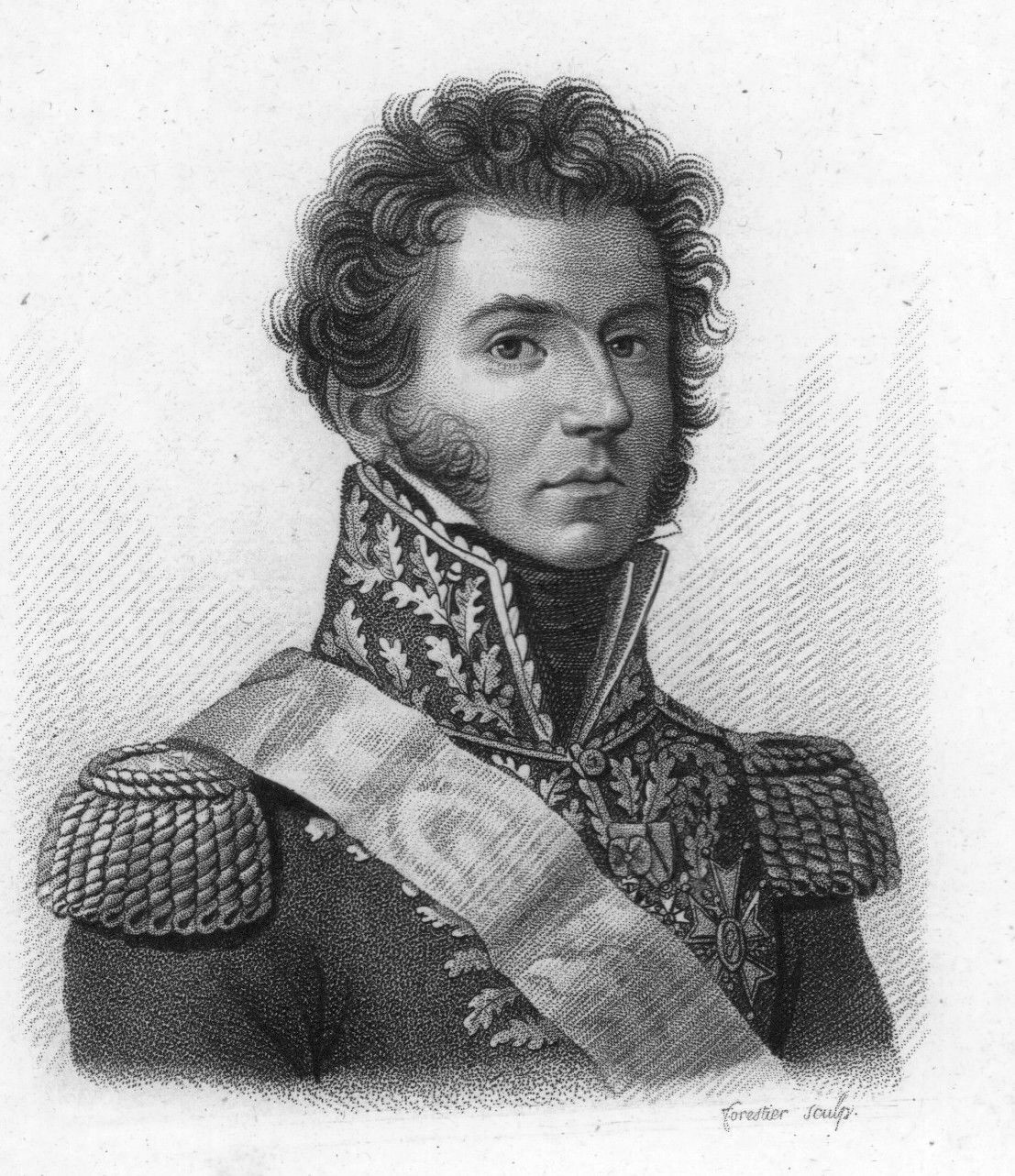
General Gabriel Jean Molitor

Apesar das marchas extenuantes e dos combates prolongados, o exército agiu imediatamente. As tropas de Auffenberg avançaram primeiro, seguidas pelas tropas de Bagration. Assim que chegaram ao passo de Pragel, houve um confronto entre o primeiro e os franceses de Molitor que os impediram de passar.  Chegando à tarde, Bagration, que ficou "indignado ao ver os austríacos recuarem diante de um punhado de homens"  mudou o rumo da batalha, expulsando os franceses e oferecendo-lhes uma chance de se renderem. Ele não sabia que Auffenberg já havia enviado um ultimato semelhante a Molitor e que este recusou, respondendo com desdém:
Diga ao seu comandante que a proposta dele é imprudente. Será que ele não sabe que o seu encontro com Korsakov e Hotze foi cancelado? Eu derrotei Jelačić e Lincken, que agora estão presos em Glarus. O marechal Suvorov está cercado por todos os lados. Ele será o forçado a se render!

 – Molitor para Auffenberg e Bagration

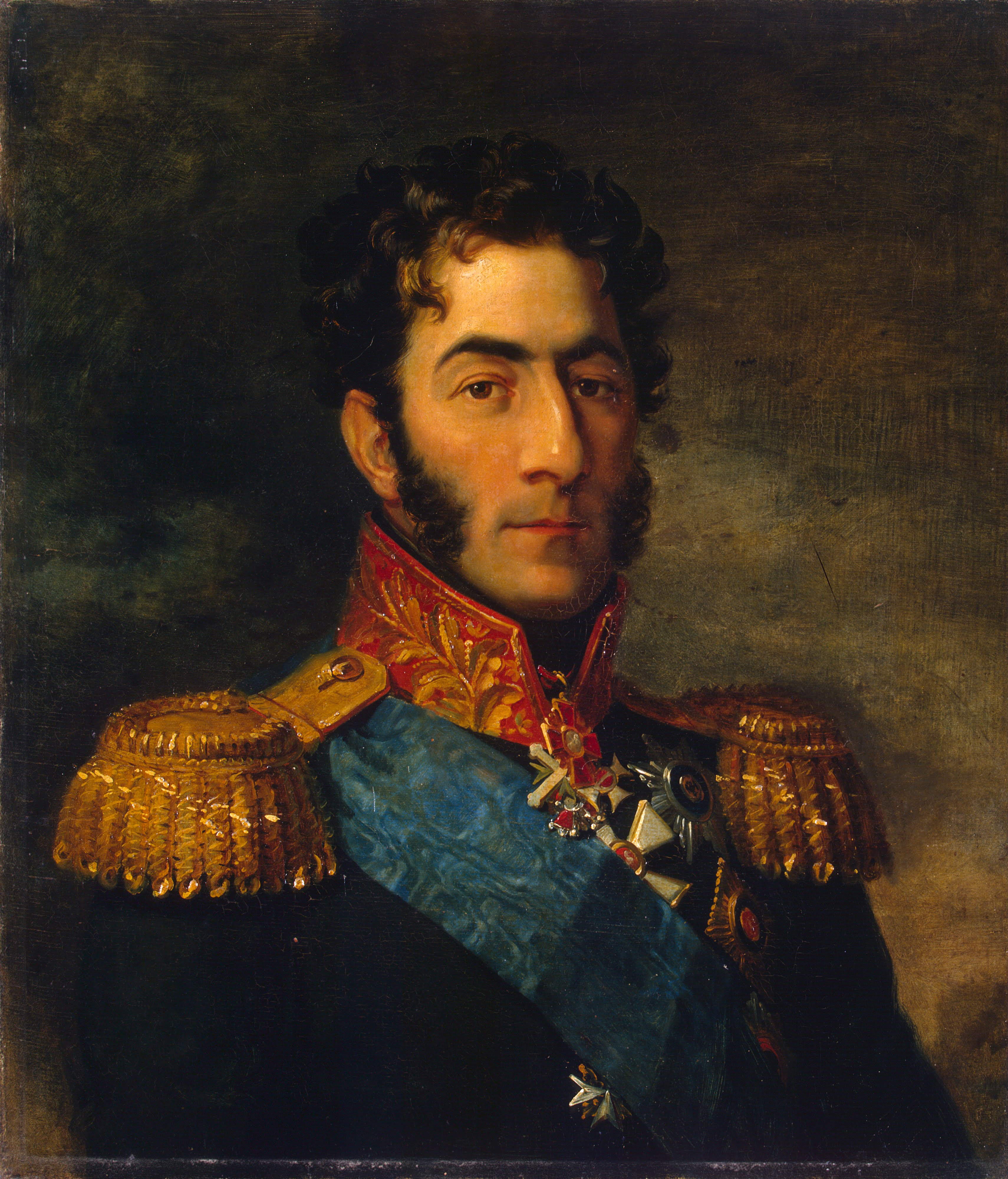
Retrato do General Piotr Ivanovich Bagration

Suvorov não teve tempo de perceber a gravidade da notícia quando as tropas de Bagration retomaram o ataque contra os franceses, que, depois de escurecer, foram forçados a recuar para Klöntalersee, onde muitos na fuga se afogaram, mas onde o general francês também teve a oportunidade de reorganizar e organizar melhor suas tropas para enfrentar seus oponentes. 

Bagration liderou seus batalhões em quatro ataques desesperados contra a artilharia francesa, que estava bem posicionada na estrada e nas rochas que a dominavam, e sofreu pesadas perdas; enquanto isso, o tempo piorou, começou a cair granizo e os russos recuaram durante a noite, que passaram congelando porque foram proibidos de acender fogueiras, e mais uma vez sofreram de fome. Bagration, embora sofrendo de um ferimento na coxa, reorganizou suas tropas sob o manto da escuridão e continuou a encorajá-los:
Devemos esperar e o Senhor virá em nosso socorro; passaremos a noite em Glarus. Assim que eu ordenar, você deve atacar imediatamente!

 – Bagration para suas tropas
O confronto recomeçou na manhã de 1º de outubro com a carga de Bagration, que lançou um ataque, liderado pelo tenente-coronel Giorgio Giovanni Zuccato, utilizando dois batalhões, quatro companhias austríacas e cerca de 200 cossacos desmontados para ocupar alguns penhascos com vista, quase precipitadamente, para o flanco direito do inimigo. A partir daí as tropas russas, descobertas por algumas patrulhas francesas, expostas ao fogo inimigo, partiram para o ataque agredindo as tropas francesas com baionetas, enquanto mais abaixo as tropas de Derfelden atacaram o inimigo da frente obrigando-o a recuar ainda mais. Molitor, depois de uma resistência feroz mas breve, preferiu retirar as suas tropas para as colinas próximas para se reorganizarem ao longo do curso do Linth, estabelecendo uma série de linhas de defesa entre Netstal, Näfels e Mollis na parte norte do cantão de Glarus, destruindo a ponte em Netstal e mantendo o controle das restantes rotas de comunicação entre Näfels e Mollis. Isso lhes permitiu controlar efetivamente ambos os lados do rio. 
No início da tarde do mesmo dia, Bagration recebeu reforços e lançou o ataque com doze batalhões contra as posições francesas em Netstal. No entanto, os franceses ainda resistiram fortificando-se na aldeia e conseguiram destruir as pontes sobre o Linth pouco antes de os russos a tomarem. 
Entretanto, também ocorreram combates na retaguarda, onde Rosenberg, que comandava um total de 11 mil homens, foi atacado por Masséna. Suvorov ordenou que o general russo resistisse a todo custo enquanto Bagration lutava para liberar a estrada para o leste dos franceses. Os franceses estavam determinados a não permitir que os russos saíssem do vale: as divisões de Lecourbe fecharam-lhes a estrada por trás ao longo do Reuss, cortando as linhas de abastecimento; Masséna chamou de volta algumas divisões de Mortier de Zurique para posicioná-las em Altdorf e parte das divisões de Soult em Weesen para bloquear a saída do Vale Linth.  Apesar dos esforços dos franceses, os russos repeliram todos os assaltos contra-atacando com baionetas. A batalha foi particularmente sangrenta na ponte de pedra sobre o rio Muota, desde então chamada de Suworow-brücke ("Ponte Suvorov"),  e da qual vários franceses mergulharam nas águas por causa do esmagamento. Na noite de 1º de outubro, os franceses recuaram em direção a Schwyz pressionados pelos cossacos.

Ao mesmo tempo, Bagration restabeleceu uma ponte em Netstal e, organizando as suas forças em duas colunas, marchou ao longo de ambas as margens do Linth em direção a Näfels, que era mantida firmemente por Molitor com três batalhões e quatro canhões e cujas posições eram protegidas no flanco direito. por falésias e à esquerda junto ao rio. Embora Bagration tenha conseguido expulsar os franceses da cidade, o ataque às principais posições do inimigo falhou, dando aos franceses a oportunidade de receber reforços da milícia suíça e contra-atacar para retomar a cidade com tropas estacionadas em Mollis.   Nesta ocasião, Molitor discursou aos suíços, recordando uma vitória histórica que tinham conseguido séculos antes, nos mesmos locais, contra o opressor austríaco:
Não esqueçais, meus camaradas, que em 9 de abril de 1388, os vossos antepassados, animados por um anseio de liberdade, trouxeram de volta a estes lugares uma vitória memorável sobre os austríacos, que haviam invadido o vale saqueando Nettstal, Näfels e Mollis (. ..), matando 2.500, capturando 11 bandeiras e perdendo apenas 53 homens. Meus camaradas! Imite esses homens corajosos! Liberte o seu país das hordas estrangeiras!

 – Molitor para a milícia suíça
No entanto, Bagration voltou tenazmente para atacar a aldeia em várias ocasiões, retido primeiro pelos suíços e depois finalmente interrompido pela chegada das tropas de Gazan, depois de Näfels ter mudado de mãos várias vezes no mesmo dia. Às 21h, após dezesseis horas de duros combates, Suvorov ordenou que Bagration se desengajasse no momento em que a vila fosse ocupada pela Rússia, deixando os franceses em suas posições iniciais. Ambos os lados gritaram vitória, mas na realidade o dia terminou em quase nada - os russos chegaram perto de Glarus, mas os franceses fecharam-lhes todas as vias de acesso em direção a Zurique - além de mostrarem a habilidade e o valor de ambos os comandantes.   De acordo com o proeminente biógrafo russo de Suvorov, Alexander Petrushevsky, com a retirada das tropas russas, Gazan deslocou todas as suas forças para o ataque e ele próprio liderou os granadeiros no combate de baioneta; mas os franceses foram repelidos e as tropas de Bagration recuaram silenciosamente em direção a Netstal. 
A vanguarda de Bagration passou a noite de 1 para 2 de outubro em torno de Glarus, mas foi somente em 4 de outubro que todo o exército pôde se reunir lá,  e no mesmo dia Suvorov convocou um novo conselho de guerra. 

## A retirada

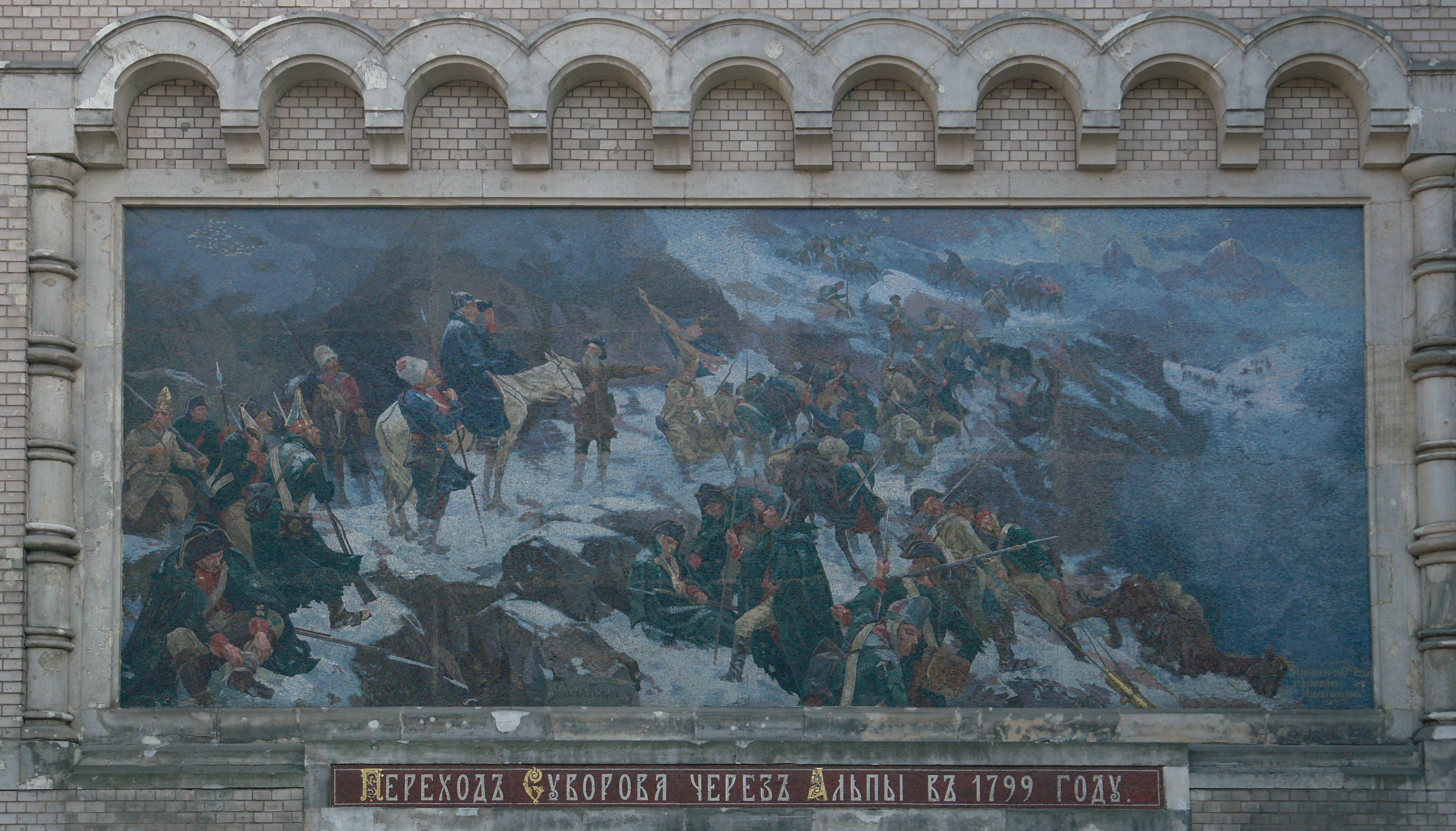
A travessia dos Alpes por Suvorov, mosaico de 1904 na parede externa do Museu Suvorov em São Petersburgo

### A marcha para Panix
Suvorov queria seguir o plano original e assim romper as posições francesas em Näfels, seguir ao longo do Lago Walenstadt e marchar para Weesen para se juntar às outras tropas austríacas na Suíça. Os oficiais austríacos apoiaram esta estratégia, convencidos de que era a melhor forma de chegar a Sargans e aos armazéns militares ali existentes para reabastecer o exército, agora no limite das suas forças e também com falta de munições e também de mantimentos. Mas o Príncipe Konstantin e altos oficiais russos opuseram-se, convencidos de que a única forma de voltar a juntar-se aos Aliados era flanquear as forças francesas, dirigindo-se para sul até Schwanden, depois subindo através de Elm e passando pelo Passo de Panix para alcançar e cruzar o vale Anterior do Reno até Maienfeld. ao sul de Liechtenstein .  No final, oito dos dez generais do Estado-Maior aprovaram a “proposta russa”.  “Optar por tal decisão, ou seja, uma marcha ao longo de uma rota desprovida de tropas inimigas, não se adequava ao temperamento do marechal de campo russo, mas o seu assentimento talvez dê uma ideia do que devem ter sido, mesmo aos seus olhos, as péssimas condições em que se encontravam os seus homens, que, apesar dos sacrifícios extremos que ele constantemente exigia, costumavam chamá-lo de "paizinho,    estavam vivos." O general austríaco Auffenberg, embora as suas tropas tivessem estado envolvidas em muito menos combates do que as tropas russas, tinha escrito no seu relatório de 1 de Outubro que a sua brigada estava agora completamente sem munições, dinheiro, pão e em grande parte sem botas. 

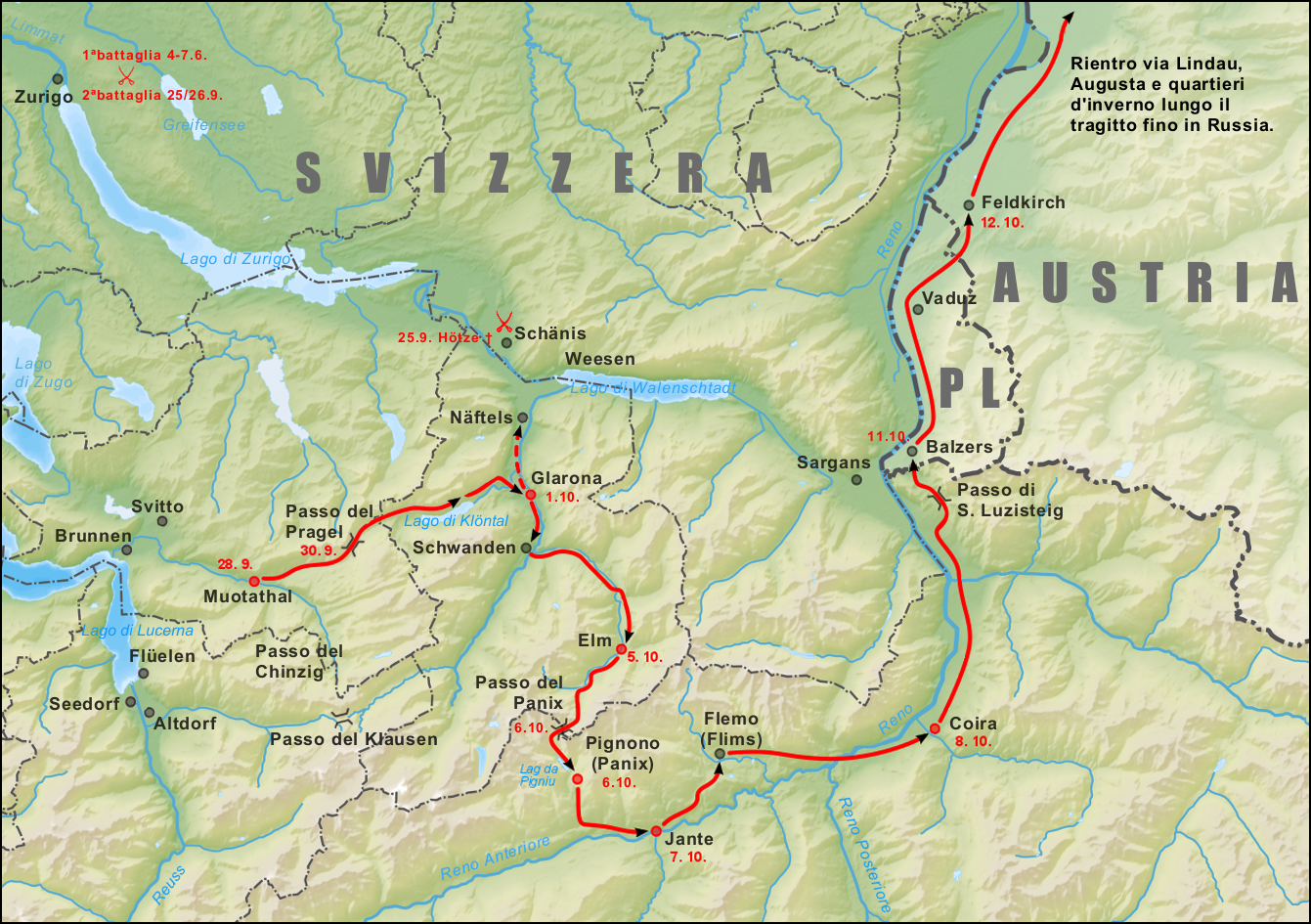
Rota seguida pelas tropas de Suvorov de Muotathal até os quartéis de inverno na Baviera

Na noite de 4 para 5 de outubro, sob neve misturada com chuva congelante, começou a marcha para o sul em direção a Panix.   Desta vez, Bagration foi deixado na retaguarda com os seus 1.800 homens sobreviventes, dos quais, recordou mais tarde, apenas 250 conseguiram lutar. O primeiro a se mover foi o general Miloradovich, seguido pelo general Otto Wilhelm Hristoforovich Derfelden e pelas tropas de Rosenberg. Suvorov foi forçado a abandonar cerca de 1.300 homens gravemente feridos e doentes aos franceses, recomendando o seu destino à humanidade do inimigo numa carta deixada propositadamente para Masséna cuidar deles.    As condições da marcha seriam ainda piores do que antes. A Madre Superiora do convento de Mutten, onde a equipe de Suvorov passou a noite, testemunhou: “Foi patético ver como essas pessoas foram forçadas a marchar tão forte e descalças através do Pragel, sob uma forte chuva misturada com neve. (ajudante) estava com seu cavalo, todos os outros ficaram para trás".
Assim que tomaram conhecimento da retirada russa, os franceses tomaram a iniciativa de tentar cercar Suvorov e cortar a sua rota de fuga: Loison avançou em direção a Schwanden ; Mortier de Pragel em direção a Glarus para bloquear o vale; O General Gazan enviou uma brigada de Mollis para Sool (sul de Glarus) e mais três de Netstal em perseguição de Bagration.  Na manhã de 5 de outubro, o 10º Regimento de Caçadores de Gazan atacou os cossacos de Bagration, forçando-o a desacelerar sua marcha, enquanto a chegada da artilharia francesa o forçou a parar e se posicionar ao longo do vale estreito e, com falta de munição, a ordenar três ataques desesperados de baioneta.   Durante o dia, a retaguarda de Bagration teve que sustentar cerca de 20 ataques para conter o inimigo e salvar todo o exército da derrota certa. 
Na noite de 5 e 6 o exército acampou perto de Elm, no frio, sem comida e sujeito a constantes ataques dos franceses. Às 14h am Suvorov preferiu mover-se enquanto os franceses continuavam a atacar as tropas de Bagration, que conseguiram detê-los, mas sofreram perdas contínuas. A marcha noturna gelada custou a vida de vários soldados e cerca de duzentos desaparecidos foram capturados pelos franceses.  Assim que os russos seguiram a rota Panix, os franceses interromperam a perseguição. Bagration conseguiu contabilizar as perdas, que descobriu ascenderem a cerca de oitocentos homens feitos prisioneiros, quatro canhões, uma arca do tesouro contendo vinte mil francos, que o comandante francês Lenard posteriormente distribuiu ao seu batalhão,  e numerosos cavalos e mulas; ele, no entanto, conseguiu proteger a retaguarda do exército. 

### Atravessando o Passo de Panix e chegando em Chur

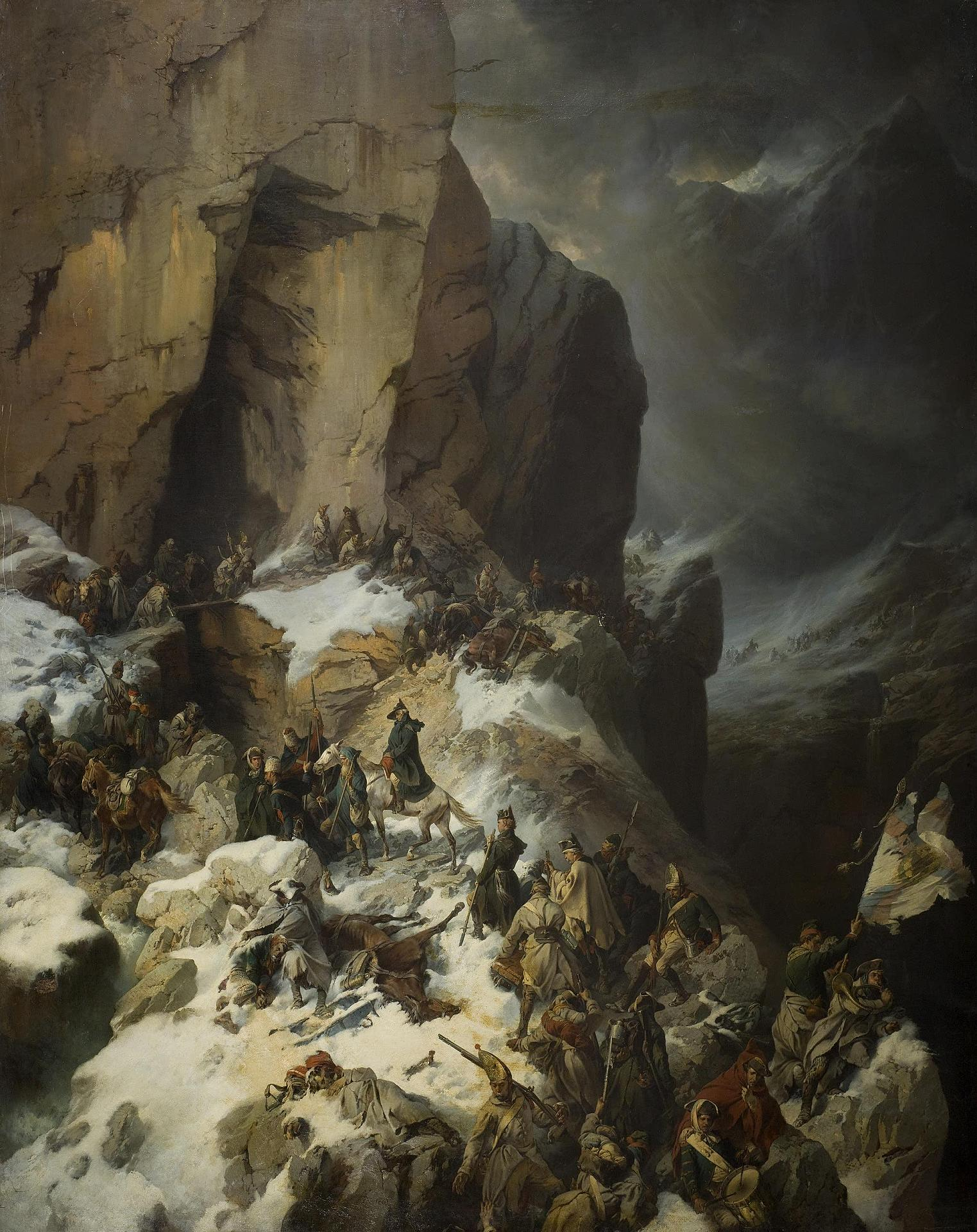
Suvorov atravessando o Passo de Panix, pintura de Alexander Kotzebue

No dia 6 de outubro, os russos iniciaram a subida ao Panix, a 2.407 m de altitude. Toda a artilharia teve de ser abandonada e, subindo com neve acima dos joelhos pelos caminhos estreitos e sinuosos sobre precipícios, também se perderam trezentas mulas.  Édouard Gachot em seu livro Histoire militaire de Masséna: La campagne d'Helvétie (1799), de 1904, extraído das memórias de oficiais sobreviventes e de relatórios dos arquivos de guerra russos, descreve detalhadamente as enormes dificuldades e o drama sofridos por o exército russo durante a travessia. A cansativa marcha foi realizada quase continuamente, mesmo à noite, e custou a vida daqueles que, exaustos, doentes ou feridos, não conseguiam mais permanecer de pé no caminho estreito, tornado invisível pela neve e escorregadio pelo gelo. Vários homens abandonaram mochilas e rifles pelo caminho, e os mais fracos simplesmente se deixaram morrer ao adormecer. 

Segundo fontes, Suvorov partilhou com os seus homens todas as agruras da exaustiva marcha e continuou a aplaudi-los constantemente, recolhendo aqueles que abandonaram as armas ou apenas reclamaram, e, embora malvestidos, para mostrar a sua resistência e tentar extrair Com as últimas energias de suas tropas exaustas, ele recusou repetidamente o manto que lhe foi oferecido por seu ordenança. Subiu a pé junto com os soldados até o topo do desfiladeiro onde, a conselho do grão-duque Constantino, aproveitou a madeira das lanças dos cossacos para acender uma fogueira e preparar chá para as tropas; na descida, o capitão russo Grjasew contou mais tarde com admiração em seu diário: "Ele estava montado em um cavalo cossaco e eu o vi tentando se libertar das mãos de dois cavaleiros ao seu lado que tentavam apoiá-lo no marche e conduza seu cavalo (. ..) Ele ficava dizendo: 'Deixe-me, deixe-me, devo ir sozinho".  Para os generais que o cercavam, ele disse:
Você ouve como eles me elogiam? Estes são os mesmos homens que também me elogiaram assim na Turquia e na Polónia.

 – Suvorov

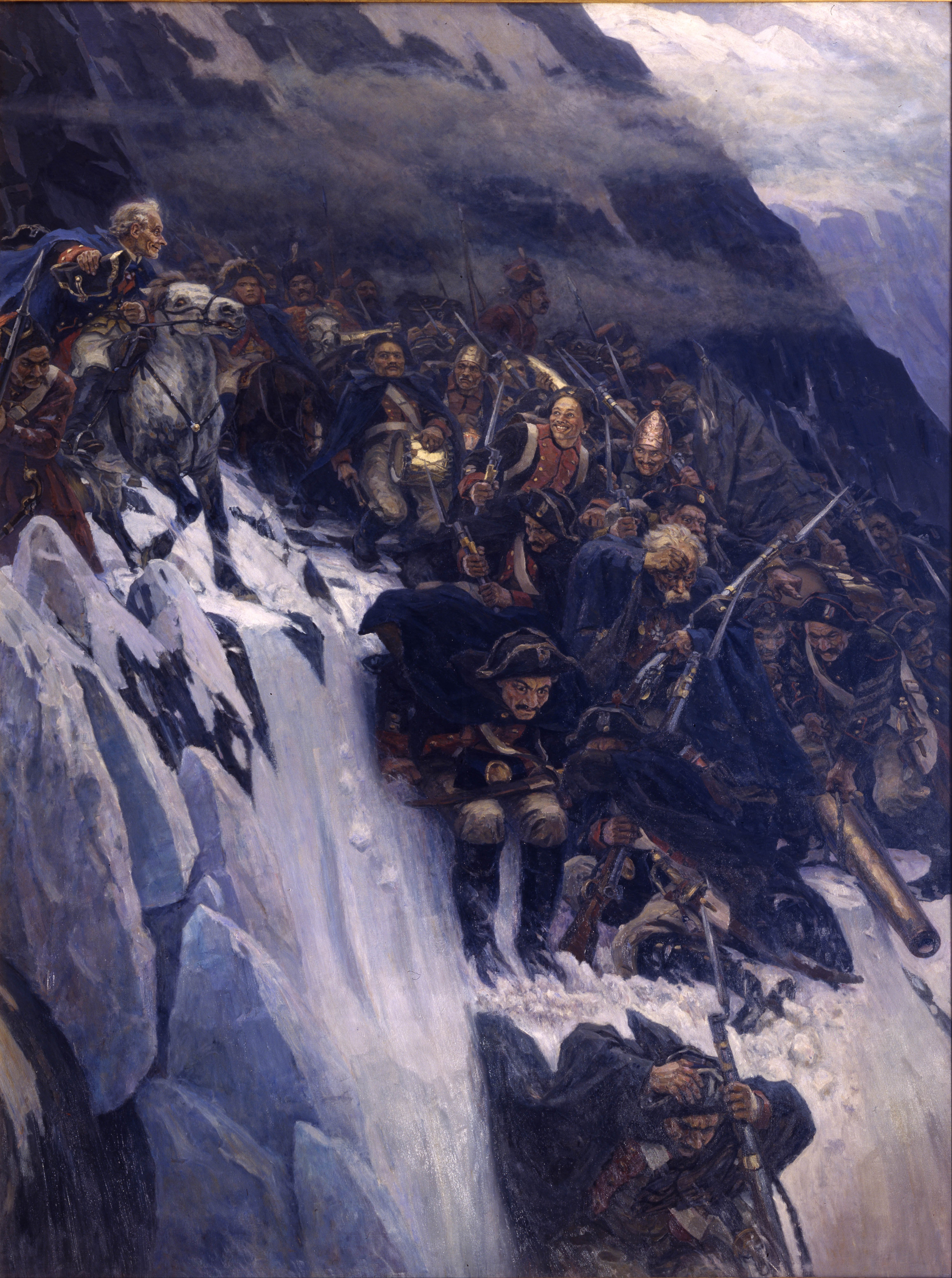
Marechal Suvorov liderando a retirada de seus soldados através dos Alpes

Assim que a vanguarda chegou ao cume do desfiladeiro, foi atingida por uma nevasca muito violenta de granizo e neve congelada que impediu os batedores de se orientarem, fazendo com que corressem o risco de cair em falésias e precipícios. Antes de encontrar uma descida tranquila graças à intervenção da população local, vários grupos se dispersaram na busca.  Em 7 de outubro, os russos chegaram aos primeiros chalés de Pigniu  e após um breve acampamento puderam iniciar a descida para Ilanz e segurança.  Aqui, Suvorov, finalmente sentindo que não era mais caçado, descansou seus homens por mais uma noite e no dia 9 moveu-se em direção ao Reno e depois em direção a Chur onde chegou em 10 de outubro, levando também consigo 1.400 prisioneiros franceses. Ele ficou com 14.000 homens e destes apenas 10.000 mal conseguiam marchar e lutar, o restante foi consumido por febres ou cego por inflamação nos olhos; os sotnias foram reduzidos a apenas vinte ou mais cavaleiros disputando quatro ou cinco cavalos sobreviventes e em péssimo estado; a artilharia estava toda perdida, um terço da tropa havia perdido as armas e as que restavam estavam enferrujadas e inservíveis; as baionetas embotaram e os uniformes ficaram irreconhecíveis.  
Cada regimento de infantaria foi reorganizado em batalhão, os regimentos de cavalaria em igual número de esquadrões, e, equipado com um comboio de quinhentos animais de carga, o exército dirigiu-se através de Balzers, Vaduz e Feldkirch até Altenstadt. Em 22 de outubro, o czar Paulo retirou-se da coligação e chamou de volta Suvorov, que então acusava publicamente os austríacos de o traírem.  Em 25 de outubro, as forças de Suvorov, Korsakov e do Príncipe de Condé reuniram-se em Landau e iniciaram pequenas marchas de regresso aos quartéis de inverno na Boémia, onde chegaram em janeiro de 1800, concluindo finalmente a campanha suíça.  

## Razões da derrota
Depois de pouco menos de um mês de marchas extenuantes e dezesseis dias de combates, Suvorov perdeu mais de 5.000 homens, dos quais 1.600 pessoas foram mortas e mais de 3.500 ficaram feridas; a infantaria sofreu perdas de 28,4%.  Os russos mantiveram a maior parte do seu exército,  e os franceses controlaram a Suíça exatamente como faziam antes do início da campanha. [f] Já em 22 de outubro, o czar Paulo I, na sua carta ao imperador Francisco II anunciando oficialmente a saída da Rússia da coligação, concentrou as principais razões da derrota russa na remoção do arquiduque Carlos da Suíça antes da reunificação do exército de Suvorov com o de Korsakov. foi concluído:
“Vossa Majestade já deve estar ciente das consequências que resultaram da retirada da Suíça do exército sob o comando do arquiduque Carlos, o que foi feito em oposição a todas as razões pelas quais ali deveria permanecer até a conjunção do Marechal de Campo O Príncipe Italysky e o Tenente-General Rimsky Korsakoff foram executados (...)"

 – (Paulo I a Francisco II, 22 de outubro de 1799)
Com efeito, nos primeiros dias de agosto, o arquiduque Carlos já tinha recebido no seu quartel em Kloten, a norte de Zurique, uma carta de Francisco II informando-o das novas estratégias da coligação e ordenando-lhe que abandonasse a Suíça. No entanto, a mesma carta provavelmente não chegou a Suvorov até 25 ou 27 de agosto,  então ele ainda estava convencido de que deveria continuar sua campanha na Itália quando, pelo menos com vinte dias de antecedência, o arquiduque já havia começado os preparativos para mover-se.  Em 2 de setembro, quando decidiu obedecer seguindo a ordem recebida diretamente do czar, Suvorov ainda pensava que poderia coordenar sua manobra com o arquiduque Carlos. Informado finalmente de que este já havia deixado o país, ficou profundamente desconcertado com "as notícias desastrosas sobre a retirada do arquiduque Carlos da Suíça.  "Entre 15 e 20 de setembro, após a vã espera em Taverne pelas mulas com os suprimentos necessário para a marcha para a Suíça, ele agora acusava explicitamente Melas e os austríacos de covardia e de terem planejado uma traição contra ele.  

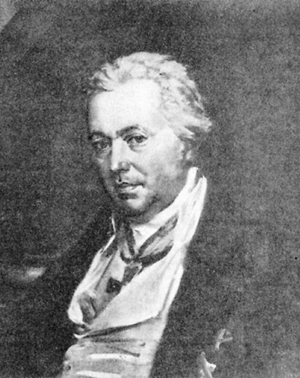
General Alexander Korsakov

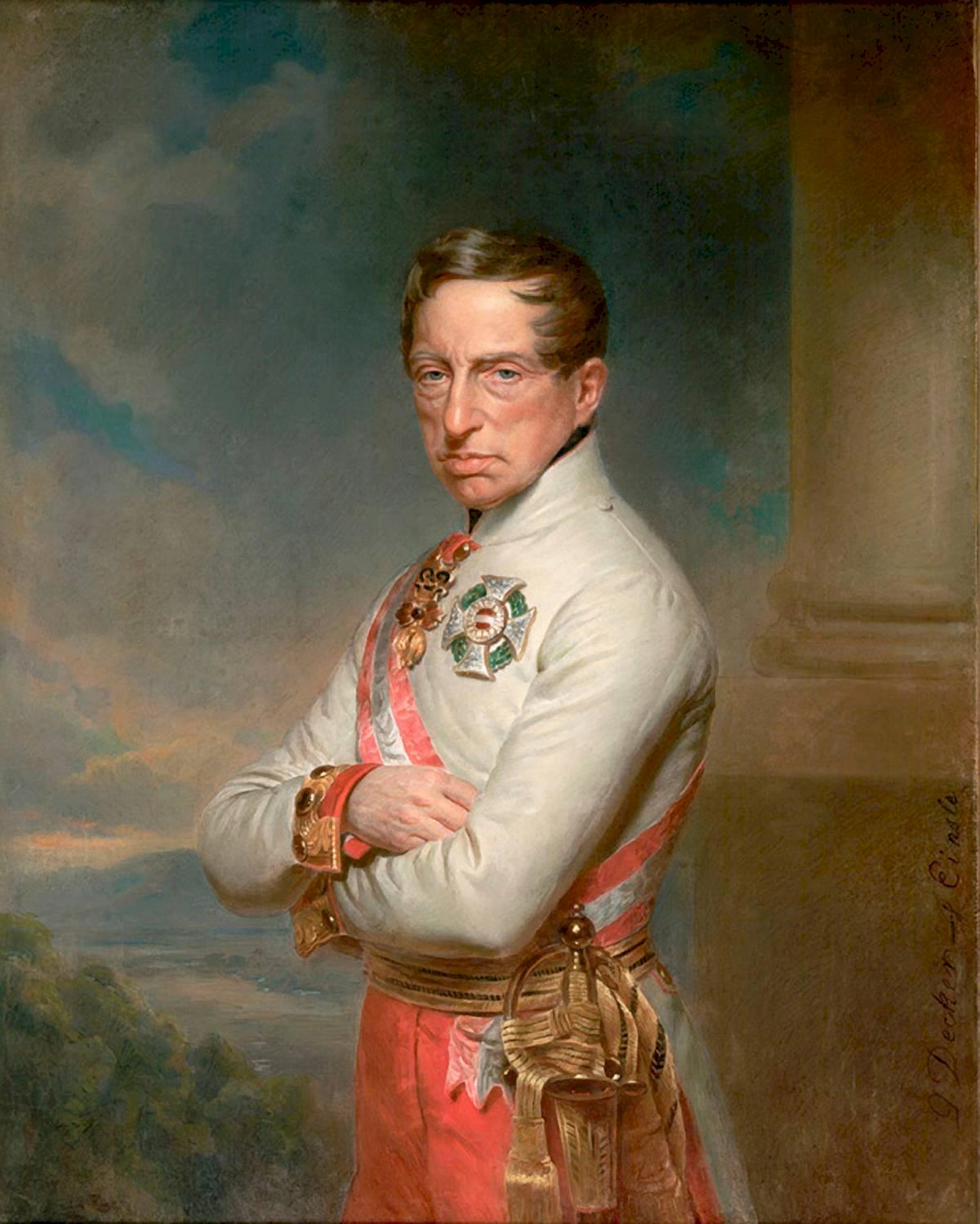
Arquiduque Carlos de Habsburgo-Teschen

Embora tenha ficado imediatamente claro que a campanha na Suíça se baseou mais em cálculos políticos e diplomáticos dos austríacos do que em avaliações estratégicas adequadas, ou melhor, contra as decisões militares que Suvorov já tinha tomado, não pode deixar de ser atribuída ao general russo a culpa por pelo menos subestimando as dificuldades da campanha que lhe foi confiada.  Provavelmente o seu temperamento por vezes demasiado impulsivo e impetuoso, apesar da sua idade, levou-o a uma avaliação excessivamente optimista das condições ambientais, da força e capacidade das tropas adversárias nas passagens alpinas, e das hipóteses dos seus homens.  Para se ter uma ideia do espírito de Suvorov nos dias imediatamente anteriores à campanha, basta relatar dois episódios exemplares. Ao general austríaco Weyrother, que lhe resumiu os planos para o ataque ao St. Gotthard completos com uma hipótese de retirada, ordenou: "Risque a palavra retirada!";  a um mensageiro de Korsakov, que lhe perguntou quais eram as novas ordens, ele simplesmente respondeu com as palavras: "Derrote os franceses!". 
Em 20 de setembro, Suvorov aprovou a proposta operacional do general Hotze para se juntar a ele, movendo-se de St. Gotthard por marchas forçadas em estreitas rotas montanhosas ao longo do vale de Reuss, para contornar Masséna de Schwyz e libertar Lucerna. O sucesso deste plano teria certamente enormes consequências para a situação operacional na Suíça, mas o sucesso do resultado dependia do sucesso simultâneo de toda uma série de ações a serem realizadas em coordenação e da correção de todas as avaliações iniciais. Era, por exemplo, necessário que a acção ofensiva das tropas de Korsakov e Hotze no Linth-Limmat ocorresse simultaneamente com a chegada de Suvorov, pelo menos em Schwyz. O fracasso de apenas uma das ações planeadas ou alterações imprevistas nas condições ambientais, logísticas ou táticas poderiam ter resultado no fracasso de toda a operação.  E foi precisamente isso que aconteceu e sobre o qual se concentraram todas as críticas subsequentes ao velho general: os russos tiveram de esperar quatro dias pelos abastecimentos austríacos, que chegaram tarde e se revelaram insuficientes; as condições climáticas e ambientais eram quase sempre desfavoráveis, quando não proibitivas; a sua decisão de marchar ao longo do Reuss não teve em conta a resiliência das tropas francesas, que por um lado contestaram duramente cada centímetro de território forçando-o em várias batalhas a combates ferozes que o atrasaram ainda mais, e por outro lado constantemente ameaçou a sua linha de abastecimento, para a qual dependia totalmente dos austríacos, interrompendo-a muitas vezes mesmo com ataques de forças reduzidas. Finalmente, Masséna provou ser um comandante brilhante e capaz que derrotou as tropas de Korsakov e Hotze em Zurique enquanto Suvorov ainda estava no Lago Lucerna, indeciso sobre o que fazer, e depois não deixou às tropas da coligação outra escolha senão recuar para as montanhas e depois evacuar a Suíça.

Mais tarde, os seus maiores detratores foram precisamente o arquiduque Carlos, a cuja retirada prematura Suvorov atribuiu a maior parte do fracasso da campanha, e o general Korsakov, cuja derrota imediata sofrida nas mãos de Masséna frustrou, no entanto, quaisquer vagas esperanças de um possível sucesso. O arquiduque Carlos criticou severamente o plano de campanha do ponto de vista de suprimentos e apoio logístico:
Um início de toda a manobra mal preparado, partindo de pressupostos incertos que não davam garantias nem mesmo no caso de uma retirada.

 – Arquiduque Carlos
Em suas memórias, Korsakov culpou Suvorov pelos esforços exagerados exigidos de seus homens e chegou ao ponto de atribuir-lhe a responsabilidade exclusiva pelo fracasso da campanha:
Foram fornecidas rotas diárias para as tropas do marechal Suvorov e do general Hotze, de modo que, mesmo sem a menor resistência inimiga, não poderiam ter sido atravessadas.

 – Memórias de Korsakov
Além disso, acrescentou que mesmo no caso de Suvorov finalmente chegar a Schwyz, o destino da batalha não poderia ter mudado, uma vez que ele não teria sido capaz de abastecê-lo, encontrando-se numa situação terrível. 
Foi então provavelmente o testemunho de Korsakov, que precedeu o idoso comandante em São Petersburgo, colocando imediatamente Suvorov numa situação negativa na corte czarista, apontando-o como a única pessoa responsável pela derrota, que levou Paulo I a acolher friamente e não dar ao recém-nomeado "Generalíssimo"  e ao seu exército a honra de uma entrada triunfal na capital russa, como ele lhe havia prometido anteriormente.  

## Legado

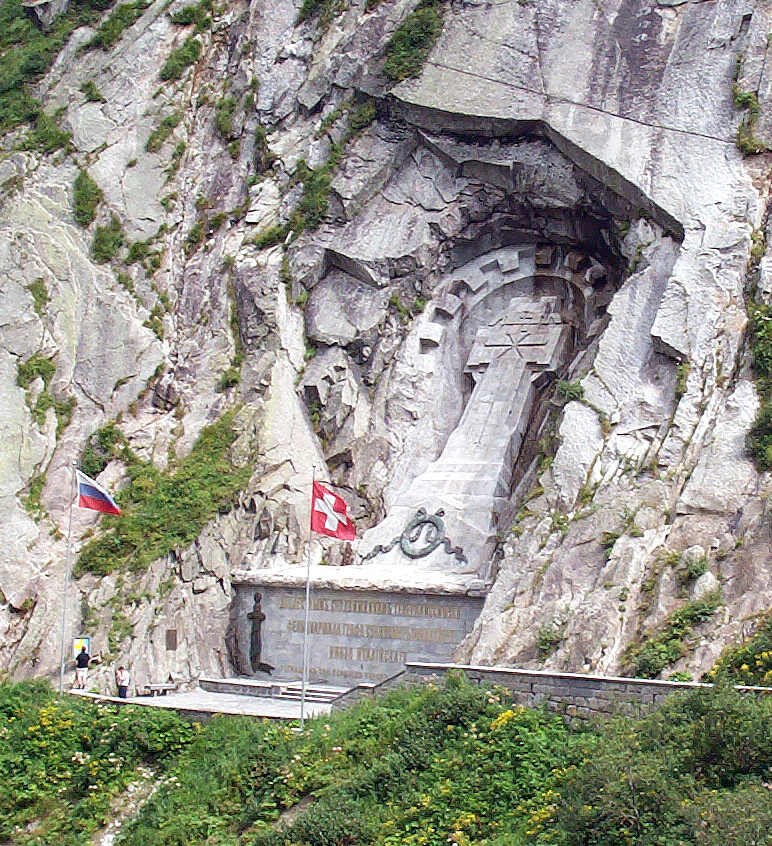
Monumento a Suvorov comemorando a batalha no desfiladeiro de Schöllenen em 25 de setembro de 1799

Posteriormente, em 1807, conversando com um general russo, Masséna lembrou-se de Suvorov, elogiou suas habilidades militares e disse que nunca o perdoaria pela travessia conquistada por ele na Suíça. 
Apesar do seu fracasso óbvio, a campanha suíça acrescentaria, no entanto, um novo prestígio póstumo a Suvorov devido ao seu carácter dramático e heróico, especialmente na cultura russa, onde ele ainda é considerado igual a Xenofonte, Aníbal ou Júlio César:  já em 1801 O czar Paulo I ordenou que o primeiro de uma longa série de monumentos fosse erguido em sua homenagem em sua terra natal.  Na Suíça onde ele é lembrado como o libertador da ocupação francesa junto à Ponte do Diabo no desfiladeiro de Schöllenen abaixo de Andermatt existe desde 1899 um grande e impressionante monumento esculpido inteiramente em rocha dedicado à façanha do general russo e seus homens. 
A campanha suíça foi tida em alta conta pelos contemporâneos e frequentemente lembrada pelos historiadores. Reconhecendo a situação desesperadora em que o exército de Suvorov se encontrava, o famoso general, escritor e teórico militar prussiano Carl von Clausewitz chamou a retirada bem-sucedida de "um milagre" alguns anos depois.  Friedrich Engels escreveu em seu panfleto de 1859 "Po und Rhein" ("Pó e Reno") que a travessia do Panix durante a campanha conduzida sob a liderança de Alexander Suvorov "foi o maior empreendimento militar de todos os tempos entre aqueles envolvidos na travessia dos Alpes.  O historiador britânico General C. Callwell destacou que o comandante russo, sendo ele próprio um homem da planície e soldados líderes que nunca haviam lutado em condições montanhosas, conseguiu conduzir a campanha de montanha mais notável da história da guerra. Segundo ele, a campanha suíça de Suvorov só pode ser comparada se olharmos para os dias de Aníbal.  “O fracasso desta campanha”, escreveu mais tarde o estadista russo Dmitry Milyutin, “teria trazido mais honra às tropas russas do que a mais brilhante das vitórias”. 